# Lecanora margaritula
Lecanora margaritula är en lavart som beskrevs av Zahlbr. Lecanora margaritula ingår i släktet Lecanora och familjen Lecanoraceae.   Inga underarter finns listade i Catalogue of Life.